# سباستین بینی
سباستین بینی (انگلیسی: Sebastián Bini؛ زادهٔ ۲۱ دسامبر ۱۹۷۹) بازیکن فوتبال اهل آرژانتین است.